# Кубок КЕСАФА
Кубок КЕСАФА (англ. CESAFA Senior Challenge Cup, CESAFA Championschip) — щорічне змагання серед футбольних збірних Східної і Центральної Африки, що проводиться під патронажем регіонального футбольного органу КЕСАФА (CESAFA, англ. Council of East and Central Africa Football Associations, Рада футбольних асоціацій Східної та Центральної Африки), що входить до складу КАФ.

## Історія
Кубок КЕСАФА є одним з найстаріших турнірів на африканському континенті. Прабатьком турніру стало змагання під назвою Кубок Госсіджа, перший розіграш якого відбувся в 1926 році. Змагання було названо так на честь свого головного організатора і спонсора — мильного мануфактурщика Вільяма Госсіджа. У першому турнірі брали участь всього дві збірні — Уганди і Кенії. В першому розіграші в травні 1926 року а Кенія виграла 2:1 і стала першим володарем кубку. Втім надалі частіше перемогу здобували саме угандійці.
У 1945 році до цього тандему приєдналася збірна Танганьїки, в 1949 — Занзібар.
Кубок Госсіджа проіснував аж до 1966 року, а з наступного року змінив свою назву на Кубок Виклику. Всього під новою назвою було проведено 5 турнірів, три з яких виграла Уганда, а інші два — Кенія
З 1973 року змагання отримало назву, під яким відомо і донині — Кубок КЕСАФА.

## Переможці Кубка Госсіджа (1926—1966)
| Країна                          | Перемог | Роки |
| ------------------------------- | ------- | --- |
| Кенія                           | 12      | 1926, 1931, 1941, 1942, 1944, 1946, 1953, 1958, 1959, 1960*, 1961, 1966                                                             |
| Танзанія (включаючи Танганьїку) | 4       | 1949, 1951, 1964, 1965 |
| Уганда                          | 22      | 1928, 1929, 1930, 1932, 1935, 1936, 1937, 1938, 1939, 1940, 1943, 1945, 1947, 1948, 1952, 1954, 1955, 1956, 1957, 1960*, 1962, 1963 |

- * — титул був поділений між Кенією і Угандою

## Переможці Кубка Виклику (1967—1971)
| Країна | Перемог | Роки             |
| ------ | ------- | ---------------- |
| Кенія  | 2       | 1967, 1971       |
| Уганда | 3       | 1968, 1969, 1970 |

## Результати розіграшів Кубка КЕСАФА
| Рік  | Господар         | Фінал            | Фінал                | Фінал            | Матч за 3-тє місце             | Матч за 3-тє місце             | Матч за 3-тє місце             |
| Рік  | Господар         | Переможець       | Рахунок              | Фіналіст         | 3-тє місце                     | Рахунок                        | 4-те місце                     |
| ---- | ---------------- | ---------------- | -------------------- | ---------------- | ------------------------------ | ------------------------------ | ------------------------------ |
| 1973 | Уганда           | Уганда           | 2–1                  | Танзанія         | Кенія • Північна Родезія[1]    | Кенія • Північна Родезія[1]    | Кенія • Північна Родезія[1]    |
| 1974 | Танзанія         | Танзанія         | 1–1, (5–3 пен.)      | Уганда           | Північна Родезія • Занзібар[1] | Північна Родезія • Занзібар[1] | Північна Родезія • Занзібар[1] |
| 1975 | Північна Родезія | Кенія            | 0–0, (4–3 пен.)      | Малаві           | Танзанія • Уганда[1]           | Танзанія • Уганда[1]           | Танзанія • Уганда[1]           |
| 1976 | Занзібар         | Уганда           | 2–0                  | Північна Родезія | Кенія • Малаві[1]              | Кенія • Малаві[1]              | Кенія • Малаві[1]              |
| 1977 | Сомалі           | Уганда           | 0–0, (5–3 пен.)      | Північна Родезія | Малаві                         | 2–1                            | Кенія                          |
| 1978 | Малаві           | Малаві           | 3–2                  | Північна Родезія | Кенія                          | 2–0                            | Уганда                         |
| 1979 | Кенія            | Малаві           | 3–2                  | Кенія            | Танзанія                       | 2–1                            | Занзібар                       |
| 1980 | Судан            | Судан            | 1–0                  | Танзанія         | Малаві                         | 1–0                            | Північна Родезія               |
| 1981 | Танзанія         | Кенія            | 1–0                  | Танзанія         | Північна Родезія               | 1–0                            | Уганда                         |
| 1982 | Уганда           | Кенія            | 1–1, (5–3 пен.)      | Уганда           | Зімбабве                       | 3–0                            | Занзібар                       |
| 1983 | Кенія            | Кенія            | 1–0                  | Зімбабве         | Уганда                         | 1–0                            | Малаві                         |
| 1984 | Уганда           | Північна Родезія | 0–0, (3–0 пен.)      | Малаві           | Уганда                         | 3–1                            | Кенія                          |
| 1985 | Зімбабве         | Зімбабве         | 2–0                  | Кенія            | Малаві                         | 3–1                            | Уганда                         |
| 1986 | Не проводився    | Не проводився    | Не проводився        | Не проводився    | Не проводився                  | Не проводився                  | Не проводився                  |
| 1987 | Ефіопія          | Ефіопія          | 1–1, (5–4 пен.)      | Малаві           | Уганда                         | 3–1                            | Кенія                          |
| 1988 | Малаві           | Малаві           | 3–1                  | Північна Родезія | Кенія                          | 0–0, (3–2 пен.)                | Зімбабве                       |
| 1989 | Кенія            | Уганда           | 3–3, (2–1 пен.)      | Малаві           | Кенія                          | 1–0                            | Північна Родезія               |
| 1990 | Занзібар         | Уганда           | 2–0                  | Судан            | Танзанія                       | 2–1                            | Занзібар                       |
| 1991 | Уганда           | Північна Родезія | 2–0                  | Кенія            | Уганда                         | 3–1                            | Судан                          |
| 1992 | Танзанія         | Уганда           | 1–0                  | Танзанія         | Північна Родезія               | 4–0                            | Малаві                         |
| 1993 | Не проводився    | Не проводився    | Не проводився        | Не проводився    | Не проводився                  | Не проводився                  | Не проводився                  |
| 1994 | Кенія            | Танзанія         | 2–2, (4–3 пен.)      | Уганда           | Кенія                          | 1–0                            | Еритрея                        |
| 1995 | Уганда           | Занзібар         | 1–0                  | Уганда           | Кенія                          | 2–2, (5–4 пен.)                | Ефіопія                        |
| 1996 | Судан            | Уганда           | 1–0                  | Судан            | Судан                          | 1–1, (5–4 пен.)                | Кенія                          |
| 1997 | Не проводився    | Не проводився    | Не проводився        | Не проводився    | Не проводився                  | Не проводився                  | Не проводився                  |
| 1998 | Не проводився    | Не проводився    | Не проводився        | Не проводився    | Не проводився                  | Не проводився                  | Не проводився                  |
| 1999 | Руанда           | Руанда           | 3–1                  | Кенія            | Руанда                         | 0–0, (3–2 пен.)                | Бурунді                        |
| 2000 | Уганда           | Уганда           | 2–0                  | Уганда           | Ефіопія                        | 1–1, (5–3 пен.)                | Руанда                         |
| 2001 | Руанда           | Ефіопія          | 2–1                  | Кенія            | Руанда                         | 1–0                            | Руанда                         |
| 2002 | Танзанія         | Кенія            | 3–2                  | Танзанія         | Руанда                         | 2–1                            | Уганда                         |
| 2003 | Судан            | Уганда           | 2–0                  | Руанда           | Кенія                          | 2–1                            | Судан                          |
| 2004 | Ефіопія          | Ефіопія          | 3–0                  | Бурунді          | Судан                          | 2–1                            | Кенія                          |
| 2005 | Руанда           | Ефіопія          | 1–0                  | Руанда           | Занзібар                       | 0–0, (5–4 пен.)                | Уганда                         |
| 2006 | Ефіопія          | Судан            | 0–0, (10–11 пен.)[2] | Замбія           | Руанда                         | 0–0, (4–2 пен.)                | Уганда                         |
| 2007 | Танзанія         | Судан            | 2–2, (4–2 пен.)      | Руанда           | Уганда                         | 2–0                            | Бурунді                        |
| 2008 | Уганда           | Уганда           | 1–0                  | Кенія            | Танзанія                       | 3–2                            | Бурунді                        |
| 2009 | Кенія            | Уганда           | 2–0                  | Руанда           | Занзібар                       | 1–0                            | Танзанія                       |
| 2010 | Танзанія         | Танзанія         | 1–0                  | Кот-д'Івуар      | Уганда                         | 4–3                            | Ефіопія                        |
| 2011 | Танзанія         | Уганда           | 2–2, (3–2 пен.)      | Руанда           | Судан                          | 1–0                            | Танзанія                       |
| 2012 | Уганда           | Уганда           | 2–1                  | Кенія            | Занзібар                       | 1–1, (6–5 пен.)                | Танзанія                       |
| 2013 | Кенія            | Кенія            | 2–0                  | Судан            | Замбія                         | 1–1, (6–5 пен.)                | Танзанія                       |
| 2014 | Не проводився    | Не проводився    | Не проводився        | Не проводився    | Не проводився                  | Не проводився                  | Не проводився                  |
| 2015 | Ефіопія          | Уганда           | 1–0                  | Руанда           | Ефіопія                        | 1–1, (5–4 пен.)                | Судан                          |
| 2016 | Не проводився    | Не проводився    | Не проводився        | Не проводився    | Не проводився                  | Не проводився                  | Не проводився                  |
| 2017 | Кенія            | Кенія            | 2–2, (3–2 пен.)      | Занзібар         | Уганда                         | 2–1                            | Бурунді                        |
| 2018 | Не проводився    | Не проводився    | Не проводився        | Не проводився    | Не проводився                  | Не проводився                  | Не проводився                  |

#### Інформація
- 1 ^  — З 1973 до 1976 року не проводився матч за 3-тє місце і обидві команди отримували бронзові нагороди.
- 2 ^  — Замбія виграла в серії пенальті 11:10, але оскільки вона не була членом КЕСАФА, то переможцем турніру була названа збірна Судану.